# Lista de produtos da Hot Wheels
A coleção 2007 internacional possui 346 carros (contando com as 123 modelos com variações de cores e mais 67 carros com repinturas [N° 157 ao 223]).
- First Editions:
  - Dodge Challenger Concept
  - Chevy Camaro Concept
  - Nitro Doorslammer
  - '69 Ford Mustang
  - 2007 Dodge Ram 1500
  - Chevy Cobra "Daytona Coupe
  - Dodge Charger SRT8
  - Rogue Dog
  - '66 Chevy Nova
  - Buick Grand National
  - Straight Pipes
  - Drift King
  - Sky Knife
  - Ferrari 599 GTB Fiorano
  - Nissan Skyline
  - '70 Pontiac FireBird
  - Forg GTX-1
  - Custon '64 Ford Galaxie
  - CC Country Club Muscle
  - Chevy Siverado
  - Nitro Scorcher
  - Buzz Bomb
  - Ferrari 250 LM
  - SupDogg
  - Solar Reflex
  - '64 Lincoln Continetal
  - Volkswagen Golf GTI A5
  - Jet Threat 4.0
  - Cloak and Dagger
  - Ultra Race
  - Porsche Cayman S
  - Fast Fortress
  - Custom Chevy
  - Shell Shock
  - Split Vision
  - Wastelander
  - Color Shifters
- Teams. Com as equipes:
  - Team Ragtops and Roadsters(Convertibles):
    - 1970 Chevelle SS
    - Tantrum
    - '33 Ford
    - Mitsubishi Eclipse

  - Team Pop-Offs:
    - Morris Cooper
    - Volkswargen New Beetle Cup
    - Hyperliner
    - Ground FX

  - Team Camaro:
    - Camaro Z28 (Preto)
    - 1969 Camaro
    - 1967 Camaro
    - Camaro Z28 (Amarelo)

  - Team Hot Wheels Design:
    - Asphalt Assault
    - Hyper Mite
    - Pony-Up
    - Cul8r

  - Team Taxi Rods:
    - 1964 Chevy Impala
    - Cockney Cab II
    - 1955 Chevy Bel Air
    - 1970 Plymouth Road Runner

  - Team Gold Rides:
    - Chrysler 300C Hemi
    - 2007 Cadillac Escalade
    - Humvee
    - Unobtainium 1

  - Team Hummer:
    - Hummer H2
    - Hummer H2
    - Hummer H2T Consept
    - Hummer H3

  - Team Street Beast II:
    - Arachnorod
    - Preyng Menage
    - Sharkruizer
    - Rodzila

  - Team Aerial Attack:
    - Mad Propz
    - Killer Copter
    - Poison Arrow
    - Blimb

  - Team X-Raycers:
    - Nerve Hammer
    - Stockkar
    - Phastasm
    - Vandetta

  - Team Engine Revealers:
    - Ferrari 512M
    - '69 Dodge Charger
    - 1958 Corvette
    - Tire Fryer

  - Team Hot Wheels Racing:
    - Formul8R
    - 1941 Whillys
    - 24/Seven
    - Datsun 240Z
- T-Hunts:
  - ´69 Pontiac GTO
  - Nissan Skyline
  - ´69 Camaro Z28
  - Corvette C6R
  - Mega Thrust
  - Hammer Sled
  - Brutalistic
  - Jaded
  - Enzo Ferrari
  - Custom ´69 Chevy
  - Cadillac V-16 Concept
  - Evil Twin
- Super T-Hunts:
  - ´69 Pontiac GTO
  - Nissan Skyline
  - ´69 Camaro Z28
  - Corvette C6R
  - Mega Thrust
  - Hammer Sled
  - Brutalistic
  - Jaded
  - Enzo Ferrari
  - Custom ´69 Chevy
  - Cadillac V-16 Concept
  - Evil Twin
- Track Stars:
  - Pharadox
  - Subaru Impreza WRX
  - Split Decision
  - Backdraft
  - Flathead Fury
  - Rivited
  - Iridium
  - Bassline
  - Anthracite
  - Spectyte
  - Piledriver
  - Hollowback
- Hot Wheels Stars:
  - ´Tooned Dodge Charger Daytona
  - Cadillac Cien Concept
  - Muscle Tone
  - Audacious
  - Overbored 454
  - Blings Rocket Box
  - Monoposto
  - Aston Martin V8 Vantage
  - I Candy
  - Lotus Esprit
  - Toyota RSC Concept
  - Xtreemster
  - Shelby Cobra 427 S/C
  - Dodge Power Wagon
  - Whip Creamer II
  - Honda Civic Si
  - AMG Mercedes-Benz CLK DTM
  - Suzuki GSX-R/4
  - Dieselboy
  - ´68 Cougar
  - Motoblade
  - Custom Cougar
  - So Fine
  - Mitsubishi Eclipse Concept Car
  - Slideout
  - Ford GT-40
  - Go Kart
  - Deuce Roadster
  - ´67 Pontiac GTO
  - Blast Lane
  - Ferrari 333 SP
  - 1964 Buick Riviera
  - Shift Kicker
  - Invader
  - Ford Thunderbolt
  - Pontiac Firebird
  - Mo´ Scoot
  - Porsche 911 GT3 Cup
  - Whatta Drag
  - Ferrari F50
  - Shredded
  - ´63 Corvette Stingray
  - Custom ´59 Cadillac
  - Nissan 350Z
  - Purple Passion
  - ´72 Dodge Charger
  - Dodge Tomahawk
  - Dodge Sidewinder
- Mysteri Cars (exclusivo para E.U.A e Canadá):
  - What-4-2
  - ´70 Plymouth Barracuda
  - Corvette C6
  - Symbolic
  - Power Rage
  - Batmobile
  - Side Draft
  - Sand Stinger
  - ´65 Bonneville
  - Maserati MC12
  - VW Beetle Convertible
  - Dodge M80
  - F-Racer
  - Bugatti Veyron
  - Battle Spec
  - Corvette Stingray
  - Steel Flame
  - Riley & Scott MK III
  - Track T
  - Rapid Transit
  - Road Rocket
  - Fish´d & Chip´d
  - Chaparral 2D
  - Super Comp Dragster

| Nome do carro                    | Série                     | Ano  | Código | Número de colecionador |
| -------------------------------- | ------------------------- | ---- | ------ | ---------------------- |
| Dodge Challenger Concept         | New Models                | 2007 | ?      | 001                    |
| Chevrolet Camaro Concept         | New Models                | 2007 | ?      | 002                    |
| Nitro Doorslammer                | New Models                | 2007 | ?      | 003                    |
| '69 Ford Mustang                 | New Models                | 2007 | ?      | 004                    |
| 2007 Dodge Ram 1500              | New Models                | 2007 | ?      | 005                    |
| Shelby Cobra "Daytona" Coupe     | New Models                | 2007 | ?      | 006                    |
| Dodge Charger SRT8               | New Models                | 2007 | ?      | 007                    |
| Rogue Hog                        | New Models                | 2007 | ?      | 008                    |
| '66 Chevy Nova                   | New Models                | 2007 | ?      | 009                    |
| Buick Grand National             | New Models                | 2007 | ?      | 010                    |
| Wastelander                      | New Models                | 2007 | ?      | 011                    |
| Straight Pipes                   | New Models                | 2007 | ?      | 012                    |
| Sky Knife                        | New Models                | 2007 | ?      | 013                    |
| Ferrari 599 GTB Fiorano          | New Models                | 2007 | ?      | 014                    |
| 1966 Batmobile                   | New Models Batmobile      | 2007 | ?      | 015                    |
| '70 Pontiac Firebird             | New Models                | 2007 | ?      | 016                    |
| Ford GTX1                        | New Models                | 2007 | ?      | 017                    |
| Custom '64 Ford Galaxie          | New Models                | 2007 | ?      | 018                    |
| CCM Country Club Muscle          | New Models                | 2007 | ?      | 019                    |
| Chevy Silverado                  | New Models                | 2007 | ?      | 020                    |
| Ferracin'                        | New Models Nitro Scorcher | 2007 | ?      | 021                    |
| Buzz Bomb                        | New Models                | 2007 | ?      | 022                    |
| Ferrari 250 LM                   | New Models                | 2007 | ?      | 023                    |
| Supdogg                          | New Models                | 2007 | ?      | 024                    |
| Original Speed Tech Solar Reflex | New Models                | 2007 | ?      | 025                    |
| '64 Lincoln Continental          | New Models                | 2007 | ?      | 026                    |
| Volkswagen Golf GTI              | New Models                | 2007 | ?      | 027                    |
| Drift King                       | New Models                | 2007 | ?      | 028                    |
| Jet Threat 4.0                   | New Models                | 2007 | ?      | 029                    |
| Cloak and Dagger                 | New Models                | 2007 | ?      | 030                    |
| Ultra Rage                       | New Models                | 2007 | ?      | 031                    |
| Porsche Cayman S                 | New Models                | 2007 | ?      | 032                    |
| Fast Fortress                    | New Models                | 2007 | ?      | 033                    |
| Original Heavy Duty Custom Chevy | New Models                | 2007 | ?      | 034                    |
| Unlimited Shell Shock            | New Models                | 2007 | ?      | 035                    |
| Desert Desperado Split Vision    | New Models                | 2007 | ?      | 036                    |